# Porta Catularia
La Porta Catularia era una puerta de Roma que se llamó así porque en sus inmediaciones se sacrificaban perros de color rojizo durante la canícula para aplacar los calores caniculares. Por esto a la canícula se le llamaba perra roja.
Etimológicamente la palabra viene del latín catulus (perro pequeño)
- El contenido de este artículo incorpora material del tomo 12 de la Enciclopedia Universal Ilustrada Europeo-Americana (Espasa), cuya publicación fue anterior a 1945, por lo que se encuentra en el dominio público.

- Datos: Q3908698